# Les Rapaces (film, 1924)
Pour les articles homonymes, voir Rapace (homonymie) et Greed.
Pour plus de détails, voir Fiche technique et Distribution.
Les Rapaces (titre original : Greed) est un film américain en noir et blanc, muet, réalisé par Erich von Stroheim. Il est sorti aux États-Unis en décembre 1924 et en 1925 en France. Ce chef-d'œuvre, mutilé au montage, s'inscrit dans la lignée des films naturalistes.
Le scénario est adapté d'un roman de Frank Norris, Mc Teague, publié en 1899 et traduit en français sous le titre Les Rapaces, (réédition Agone, 2012).
Il s'agit du film préféré du réalisateur Christopher Nolan.

## Synopsis
Au début du siècle, MacTeague, un colosse aux cheveux blonds et bouclés travaille dans une mine d'or de Californie. Il est sujet à de terribles crises de colère et sur les conseils de sa mère mourante, il décide de quitter la mine pour tenter sa chance en assistant un dentiste itinérant. Bientôt, il ouvre son propre cabinet à San Francisco et a pour client Marcus et sa petite amie Trina. Maria, la femme de ménage de MacTeague vend à l'occasion un billet de loterie à Trina.
Lors d'une partie de campagne en famille, Marcus casse une dent à Trina mais s'empresse de l'emmener voir son ami dentiste. Plusieurs séances sont nécessaires et petit à petit, MacTeague tombe follement amoureux de Trina au point de l'embrasser alors qu'elle est sous anesthésie. Rongé par le désir, il finit par l'avouer à Marcus qui, noblement, lui cède la place et lui fait même rencontrer la famille de Trina. Celle-ci, au départ réticente, finit par accepter MacTeague. On lui apprend alors qu'elle vient de gagner 5000 dollars à la loterie. Marcus regrette amèrement son geste chevaleresque. Le couple se marie bientôt en famille mais Trina a beaucoup de mal à quitter le nid familial et imaginer un rapport charnel avec le rustre MacTeague le soir de la nuit de noces.
Le temps passe et les rapports du couple s'arrangent, même si Trina développe une passion maladive pour l'argent. Bientôt elle semble déçue par les réalités du mariage et son trouble s'aggrave. Quant à Marcus, il s'est querellé avec MacTeague au sujet de l'argent, au point de le menacer avec un couteau. Mais MacTeague n'a pas de rancune et Marcus revient dire au revoir au couple, expliquant qu'il part s'installer dans un ranch. Le couple est soulagé.
Peu de temps après, MacTeague reçoit un courrier lui interdisant d'exercer son métier parce qu'il n'a pas de diplôme. Trina y voit une dénonciation venant de Marcus. La chute du couple commence et MacTeague se met à chercher du travail, mais aussi à boire dans un café. Trina passe son temps à lustrer ses pièces et refuse d'entamer son pactole. MacTeague prend Trina en dégoût et finit par la quitter. Elle trouve un emploi de femme de ménage.
Après une période d'errance, MacTeague vient lui réclamer de l'argent pour acheter à manger. Elle refuse. Plus tard il revient très en colère et la tue sauvagement, emportant le magot avec lui.
Il part alors dans l'Ouest où il espère trouver de l'or dans les mines. Marcus, qui vit désormais au ranch, voit alors un avis de recherche concernant MacTeague et se lance à sa poursuite avec une patrouille. Mais celle-ci refuse de le suivre dans la Vallée de la mort à cause de la chaleur intense.
MacTeague, qui a pressenti le danger, quitte le compagnon de fortune qu'il avait trouvé, et marche seul dans le désert. Bientôt, Marcus le retrouve et les deux hommes errent en souffrant atrocement de la soif. Ils finissent par s'affronter, et MacTeague frappe mortellement Marcus qui avait pris soin de se menotter à lui.
MacTeague se retrouve piégé dans le désert, attendant la mort entre le cadavre de son ami et ses pièces d'or.

## Fiche technique
- Titre : Les Rapaces
- Titre original : Greed
- Réalisation : Erich von Stroheim
- Scénario : Erich von Stroheim, June Mathis, Frank Norris (roman Mc Teague)
- Photographie : William H. Daniels et Ben F. Reynolds
- Cadreur : Paul Ivano (non crédité)
- Montage : J. W. Farnham (+ divers, dont Grant Whytock)
- Décors : Richard Day
- Producteurs : Irving Thalberg, Louis B. Mayer
- Société de production : Metro-Goldwyn-Mayer
- Société de distribution : Metro-Goldwyn-Mayer
- Budget : supérieur à 500 000 dollars
- Pays d'origine :  États-Unis
- Langue : film muet avec les intertitres en anglais
- Format : Noir et blanc — 35 mm — 1,33:1 — Muet
- Genre : Film dramatique, thriller
- Durée : 140 minutes, 239 minutes (restauré), 530 minutes (version originale perdue)
- Dates de sortie : 
  -  États-Unis : 4 décembre 1924 New York

## Distribution
- Gibson Gowland : John McTeague
- Zasu Pitts : Trina
- Jean Hersholt : Marcus
- Dale Fuller : Maria

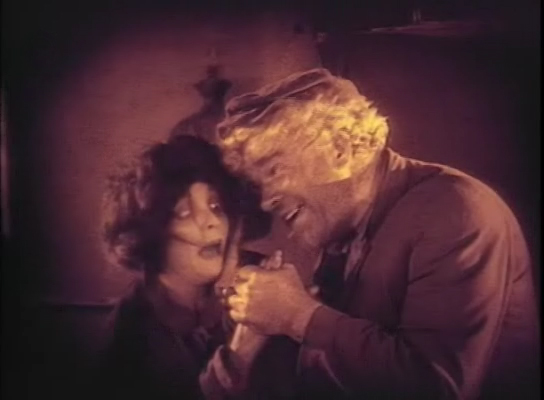
Zasu Pitts et Gibson Gowland.

- Tempe Pigott : la mère de McTeague
- Jack Curtis : le père de McTeague
- Silvia Ashton : « Mommer » Sieppe
- Chester Conklin : « Popper » Sieppe
- Joan Standing : Selina

Acteurs non crédités au générique :
- James F. Fulton : le prospecteur Cribbens
- Cesare Gravina : Junkman Zwerkow
- Frank Hayes : Charles W. Grannis (le propriétaire du Modern Dog Hospital)
- Austen Jewell : August Sieppe
- Hughie Mack : Mr. Heise (le sellier)
- Tiny Jones : Mrs. Heise
- J. Aldrich Libbey : M. Ryer
- Reta Revela : Madame Ryer
- Fanny Midgley : Miss Anastasia Baker
- S.S. Simon : Joe Frenna
- Max Tyron : oncle Rudolph Oelbermann
- Erich von Ritzau : Dr. Painless Potter
- William Mollenhauer : le chiromancien
- William Barlow : le pasteur
- Lita Chevrier : figurant
- Edward Gaffney : figurant
- Bee Ho Gray : figurant
- Harold Henderson : figurant
- Florence Gibson : la sorcière
- James Gibson : le fondé de pouvoir
- Oscar Gottell : un jumeau Sieppe
- Otto Gottell : un jumeau Sieppe
- Hugh J. McCauley : le photographe
- Jack McDonald : le shérif local
- Lon Poff : l'homme de la compagnie de loto
- Erich von Stroheim : le vendeur de ballons
- James Wang : le cuisinier chinois

## Galerie

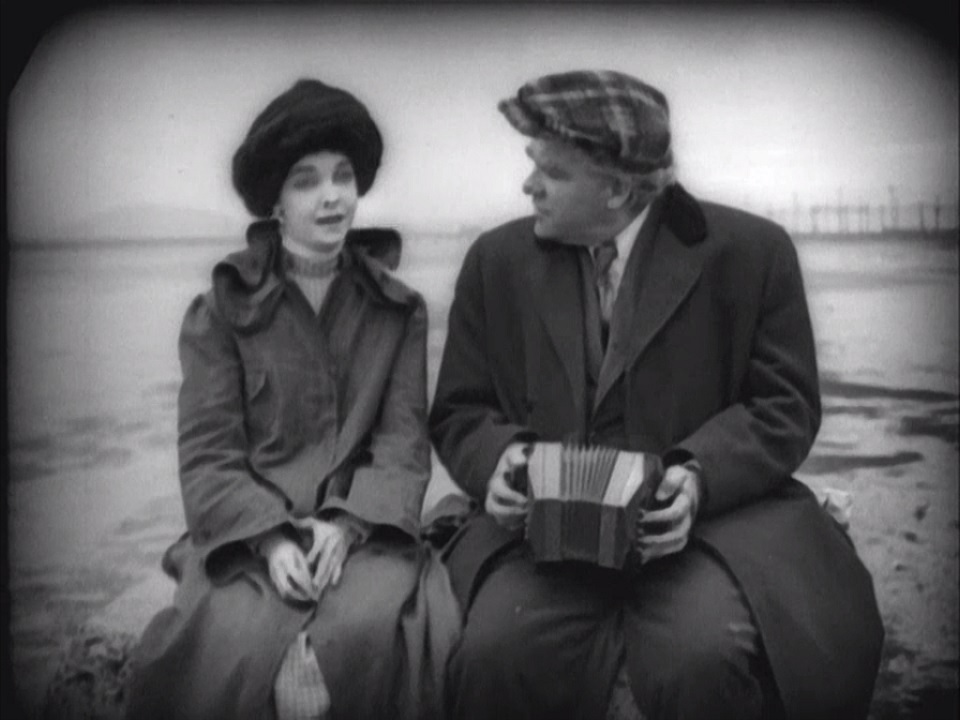
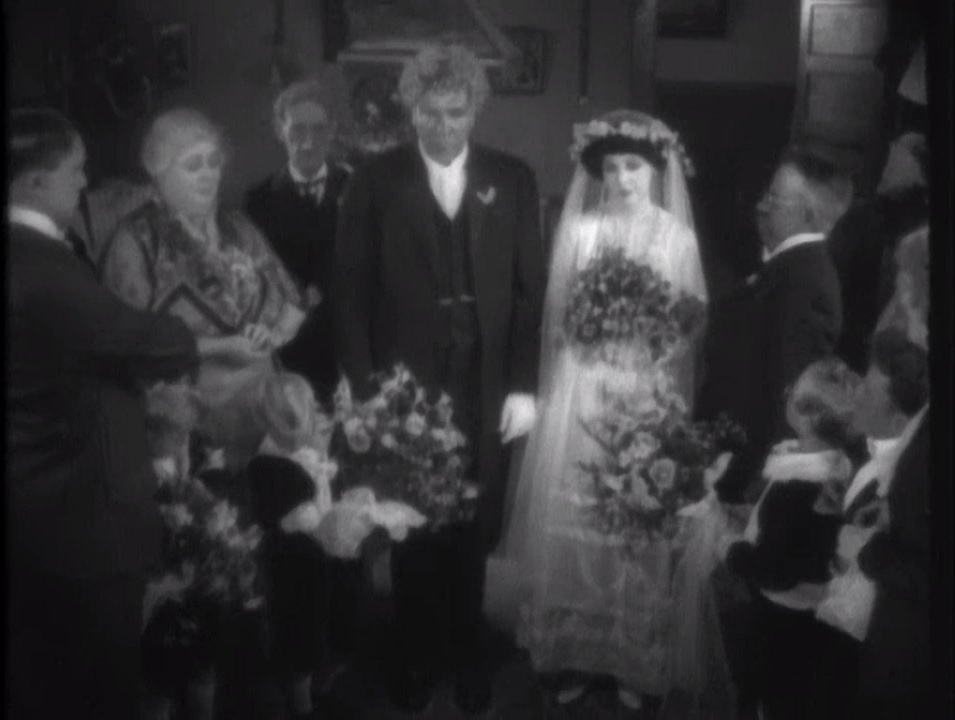
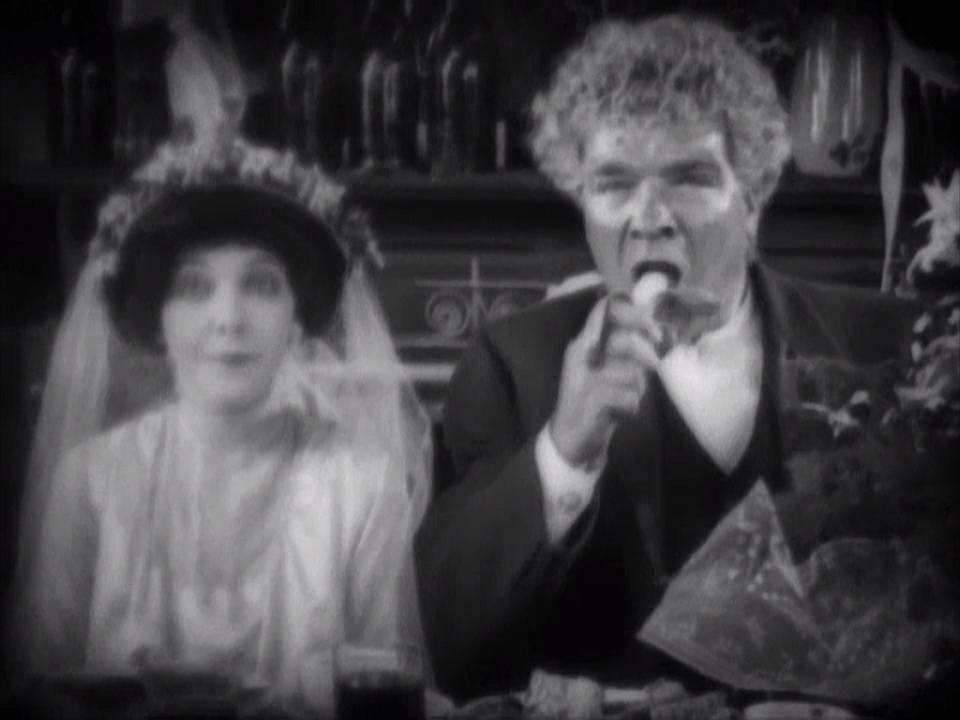
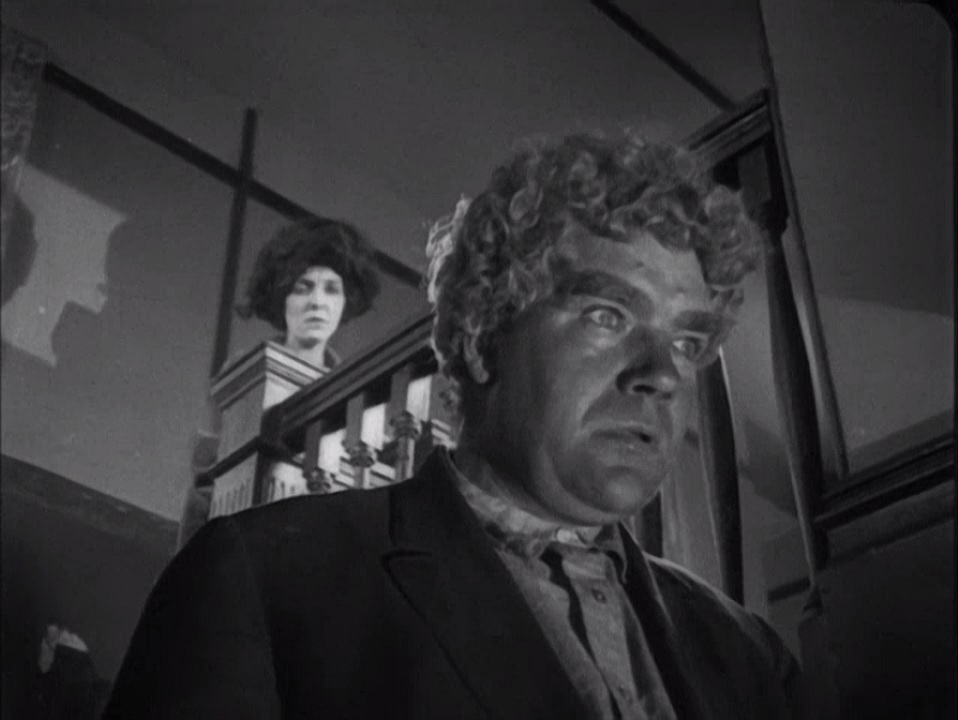
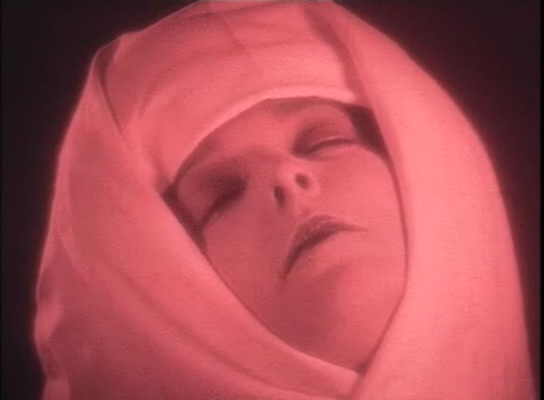
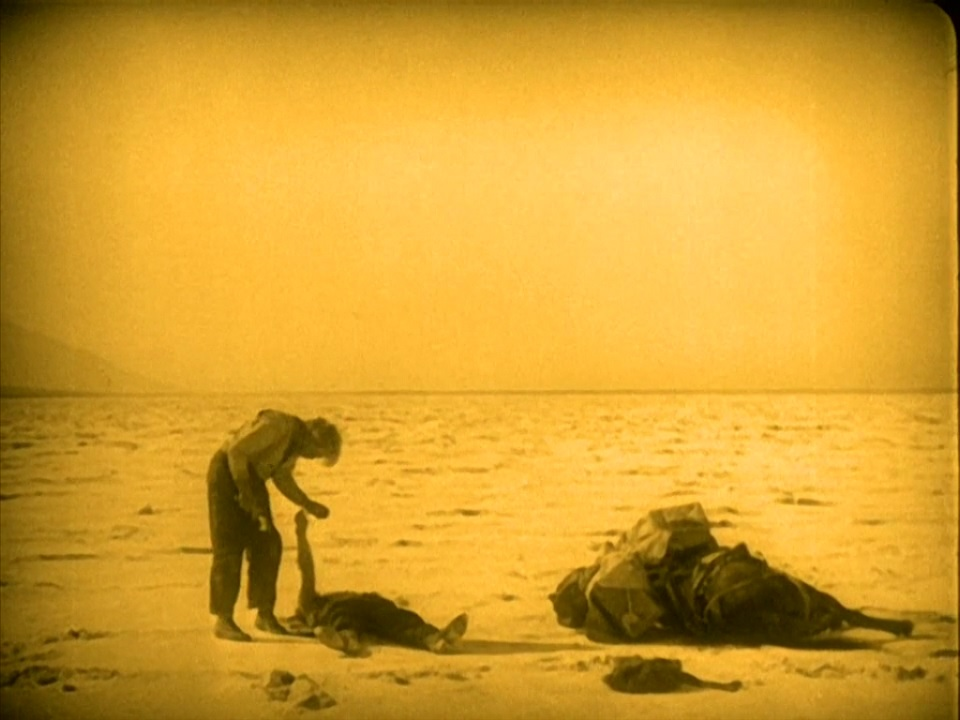
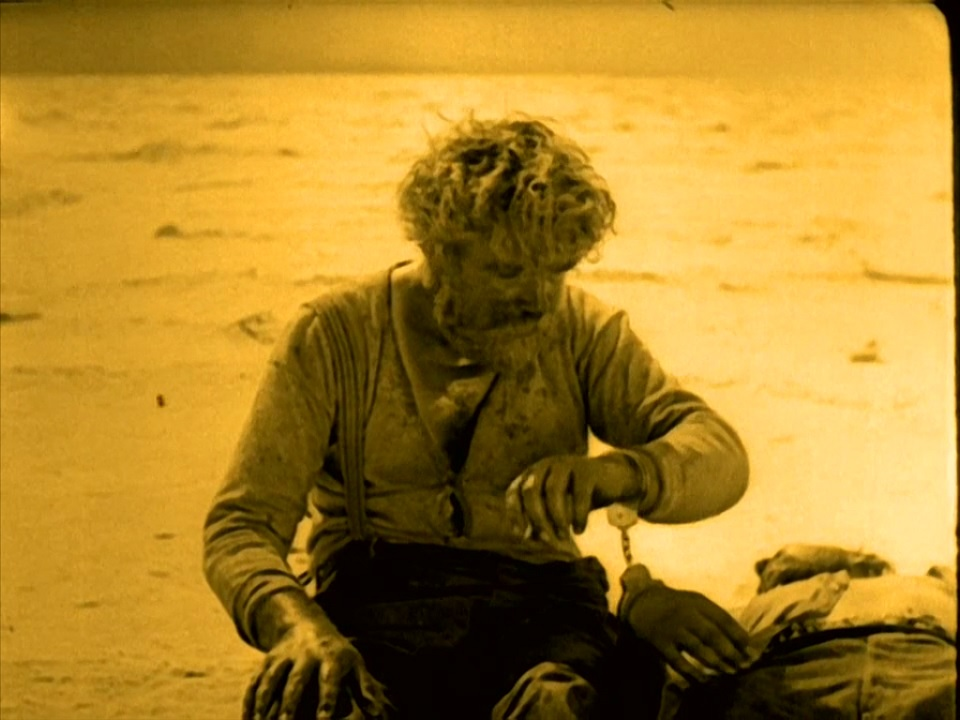
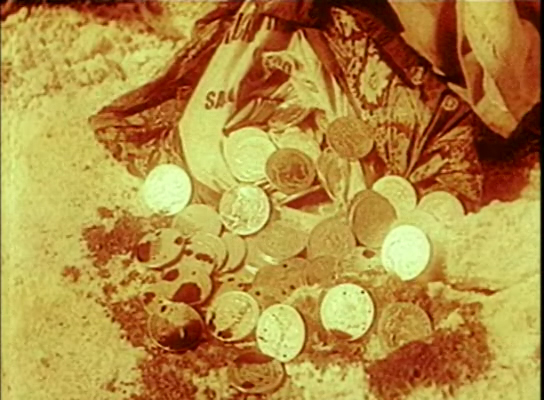